# Tollevast
Tollevast es una comuna francesa situada en el departamento de La Mancha, en la región de Normandía.
La localidad es sede de las sucursales correspondientes a la ciudad de Cherburgo de varias multinacionales francesas como Decathlon, Leroy Merlin y Kiabi.

## Demografía
| 466 | 459 | 543 | 813 | 930 | 1160 | 1596 |
| Para los censos de 1962 a 1999 la población legal corresponde a la población sin duplicidades (Fuente: INSEE [Consultar]) |     |     |     |     |      |      |